# Убийство Калинки Бамберски

Калинка Бамберски

Убийство Кали́нки Бамбе́рски — преступление, совершённое в июле 1982 года в Линдау, Федеративная Республика Германии. Француженка Калинка Бамберски (фр. Kalinka Bamberski) умерла в возрасте 14 лет в доме своего отчима Дитера Кромбаха. В связи с подозрительными результатами вскрытия отец девушки Андре Бамберски начал оказывать давление на власти Германии с целью расследования причастности Кромбаха к смерти дочери.
После того как суд Германии прекратил судопроизводство, в 1995 году суд Франции заочно осудил Кромбаха и признал виновным в непреднамеренном убийстве. В связи с отказом немецкого правительства экстрадировать Кромбаха в 2009 году Бамберски участвовал в его похищении и вывозе из Германии во Францию. Там Кромбах предстал перед судом и в 2011 году был признан виновным в умышленном нанесении телесных повреждений, повлекших непреднамеренную смерть. Кромбах был приговорён к 15 годам лишения свободы; в феврале 2020 года он был освобождён из тюрьмы по состоянию здоровья, а 12 сентября того же года умер в доме престарелых в Винзене. В свою очередь, французский суд приговорил Бамберски к одному году условного лишения свободы за похищение Кромбаха. Помогавшие ему в похищении Антон Красничи и Каха Бабловани получили один год тюремного заключения.

## Предыстория

### Андре Бамберски
Андре Бамберски (фр. André Bamberski) родился в Валансьене в 1937 году. Его отец приехал из Польши работать на угольных шахтах. Во время Второй мировой войны Андре жил с дедушкой и бабушкой в Польше. В 1945 году он воссоединился со своими родителями в Лилле благодаря Международному комитету Красного Креста. Вернувшись во Францию в 1946 году, он продолжил учёбу и стал дипломированным бухгалтером. В 1962 году, после 36 месяцев военной службы в Алжире, он переехал в Касабланку, Марокко. Вскоре Бамберски женился на Даниэль Гоннин, и у них родилось двое детей: Калинка (род. 5/7 августа 1967) и Николас (род. ок. 1970).

### Дитер Кромбах
Дитер Пауль Кристиан Кромбах (нем. Dieter Paul Christian Krombach) родился 5 мая 1935 года в Дрездене в семье офицера вермахта Вальтера и его жены Марианны Брендле. В возрасте 9 лет пережил бомбардировку Дрездена. Он поступил на медицинский факультет в Франкфурте-на-Майне. Там Кромбах защитил докторскую диссертацию по психиатрии и вскоре стал работать кардиологом в Цюрихе. В ноябре 1963 года он женился на Монике Хентце. В семье родилось двое детей: Диана и Борис. Брак был несчастливым: Кромбах часто бил Хентце и угрожал убийством. По словам Микаэля Хентце, брата Моники, его сестра не подавала жалобу на Кромбаха, поскольку тогда так было принято. По некоторым сообщениям, Кромбах часто делал витаминные инъекции Хентце. В 1969 году Хентце заболела, вследствие чего потеряла голос, зрение и стала парализованной. В октябре того же года Хентце скончалась от внутримозгового кровоизлияния в больнице в Франкфурте-на-Майне. По словам её матери, это произошло через несколько часов после того, как Кромбах ввел ей «змеиный яд», оттолкнув врача. Никакой связи между инъекцией и смертью Хентце не было установлено. Официальной причиной смерти был назван тромбоз базилярной артерии. Через 10 месяцев после смерти жены он женился во второй раз.

### Встреча семей Бамберски и Кромбаха
Семьи Бамберски и Кромбаха познакомились в Касабланке в 1974 году. Оказалось, что оба работали при немецком консульстве: Кромбах — врачом, а Бамберски — бухгалтером. Также их дети посещали одну и ту же международную школу. Вскоре у Кромбаха и Гоннин завязался роман. В том же году семья Бамберски переехала в Пешбюск (пригород Тулузы), а Кромбах — в Баварию. В 1975 году Гоннин сообщила Бамберски, что нашла работу в бюро недвижимости в Ницце и планирует снимать там квартиру. Она отказалась сообщить Бамберски какую-либо информацию о работе и месте жительства. Такое поведение жены побудило Бамберски проследить за ней. Он выяснил, что вместо Ниццы Гоннин ездила в Тулузу. Когда он спросил о Гоннин у консьержа дома, в котором она проживала, тот назвал её «мадам Кромбах». После этого случая Бамберски развёлся с Гоннин, а Кромбах — со своей женой. В 1977 году Кромбах и Гоннин вступили в брак. После развода Калинка и Николас проживали с Бамберски во Франции.
В июле 1980 года Бамберски решил вернуться с детьми в Марокко. Однако через несколько дней после его отъезда из Франции Гоннин подала на него жалобу в Тулузский суд, требуя опеки над детьми. Адвокат Бамберски посоветовал ему не оспаривать это ходатайство, поскольку в деле было включено обвинение в том, что Бамберски не давал ей видеться с детьми. После передачи опеки Гоннин, Бамберски снова переехал в Пешбюск. В том же году дети переехали к Гоннин в Линдау, и Бамберски согласился видеться с ними во время каникул.

## Смерть Калинки Бамберски
9 июля 1982 года Калинка занималась виндсёрфингом на Боденском озере. Около 17 часов она вернулась домой и, по словам отчима и матери, жаловалась на плохое самочувствие. Семья села ужинать в 19:30. В 22:00 Калинка поднялась, чтобы взять стакан воды. По словам Кромбаха, она читала в своей спальне до 00:00, после чего он попросил её выключить свет.
По словам Кромбаха, на следующий день примерно в 10:00 утра он обнаружил Калинку без признаков жизни. Кромбах рассказал, что попытался спасти её с помощью прямой инъекции корамина в сердце и двух инъекций новодигала и изоптина в ноги.

## Расследование в Германии
Примерно в 10:30 утра Гоннин сообщила Бамберски о смерти Калинки. Тот прилетел в Цюрих и взял напрокат машину в аэропорту, после чего приехал в Линдау. На следующий день Бамберски приехал в больницу, чтобы увидеть тело Калинки. Та всё ещё была одета в белые носки и красную ночную рубашку. Её похоронили во Франции, в Пешбюске.
В течение нескольких недель после похорон у Бамберски не было никаких подозрений по поводу смерти дочери. Однако со временем он начал подозревать Кромбаха. В начале октября 1982 года Бамберски получил копию протокола вскрытия Калинки от 12 июля 1982 года. Вскрытие показало, что смерть наступила между 03:00 и 04:00 часами утра. Также согласно отчёту, вскрытие было проведено доктором Хёманом (нем. Höhmann) (судебный медик из Меннингена) в присутствии начальника полиции Линдау, прокурора из Кемптена и самого Кромбаха. Бамберски удивился присутствию Кромбаха на вскрытии собственной падчерицы. Вдобавок Бамберски заметил, что в отчёте имеются ошибки. Например, Хёман обнаружил кровь на влагалище Калинки и беловато-зеленоватое вещество внутри. Доктор также отметил свежий след от прокола в верхней части правой руки Калинки, вызванный внутривенной инъекцией Кобальт-Феррлецита. В отчёте Кромбах сообщил, что сделал ей инъекцию перед ужином для того, чтобы помочь ей загореть. Хёман не проводил каких-либо токсикологических анализов крови. Также врач не определил, была ли Калинка девственницей. В отчете было указано, что причина смерти «неизвестна». Хёман указал, что окончательное заключение о причине смерти должно быть вынесено после того, как у врача появится возможность изучить образцы. Когда Бамберски позвонил Гоннин узнать о результатах теста, та сообщила, что спросит у Кромбаха и перезвонит ему. Когда Гоннин не перезвонила, через два дня Бамберски позвонил снова, и та сказала ему, что никакие тесты не проводились. Бамберски обратился к двум судебно-медицинским экспертам из Тулузы с целью перепроверки отчёта. Те согласились с тем, что его подозрения были обоснованными. По мнению экспертов, составители отчёта «хотели что-то скрыть».

### Повторные экспертизы
Адвокаты Бамберски добились того, чтобы местный прокурор в Германии заказал дополнительные анализы, и в феврале и марте 1983 года судебно-медицинский эксперт Мюнхенского медико-юридического института Вольфганг Шпанн изучил образцы тканей. Результаты исследования вызвали первые официальные сомнения в версии Кромбаха. Шпанн осудил Кромбаха за использование «опасного» вещества, не имеющего никакого эффекта для загара и применяемого для лечения анемии только в редких случаях. Шпанн сообщил, что инъекция Кобальта-Феррлецита может вызвать лихорадку, тошноту, рвоту и, в крайних случаях, может привести к остановке дыхания или сердца. По версии Шпанна, после инъекции Калинка впала в анафилактический шок, потеряла сознание и задохнулась рвотными массами. Шпанн решил, что Кромбах солгал насчет промежутка времени между введением инъекции и смертью Калинки, поскольку отсутствие каких-либо признаков иммунной защиты указывало на то, что Калинка почти мгновенно умерла. Шпанн подверг сомнению решение Хёмана по поводу девственности Калинки. По мнению Хёмана, разрыв половых губ Калинки произошел после смерти и девственная плева не была разорвана, что указывало на то, что она всё ещё была девственницей. Тем не менее, Хёман признал, что «девственная плева была достаточно большой», так что проникновение могло иметь место.
Другой эксперт, профессор фармакологии Питер С. Шонхофер заключил, что внутривенная инъекция Кобальт-Ферлецита, вероятно, привела к смерти Бамберски.
Мнения экспертов прокурор не принял во внимание в связи с недостатком доказательств, и в 1983 году закрыл уголовное расследование по факту смерти Калинки. Данное решение поддержал и генеральный прокурор Мюнхена. Они не пояснили, почему не было продолжено расследование в отношении Кромбаха при наличии доказательств правонарушений при вскрытии. Позже выяснилось, что врач скорой помощи, констатировавший смерть Калинки в доме, не вызвал полицию на место происшествия. По настоянию Кромбаха тело было доставлено сразу в морг.

## Осуждение Бамберски в Германии по обвинению в клевете
Через год после смерти Калинки Андре Бамберски приехал в Линдау во время празднования Октоберфеста и ходил по городу, раздавая листовки. На них была изображена фотография Калинки и надпись: «Жители Линдау! Вы должны знать, что в вашем городе живёт убийца по имени Дитер Кромбах. Он изнасиловал и убил мою дочь 10 июля 1982 года, и его преступление скрывают врачи, комиссар полиции и прокуроры. Пожалуйста, помогите мне добиться справедливости!».
Вечером того же дня к Бамберски подошли Борис и Диана Кромбахи в сопровождении двух полицейских. Полиция арестовала Бамберски, допросила его и предъявила обвинения в клевете на Кромбаха, нарушении общественного порядка и подрыве репутации прокурора. После 24 часов содержания под стражей ему было приказано передать все имеющиеся у него наличные деньги — около 2000 немецких марок в качестве залога. Через 3 месяца Бамберски был заочно приговорен к шести месяцам тюремного заключения или штрафу в размере 400 000 немецких марок. Данный приговор не позволил бы ему приехать на территорию Германии до истечения срока давности через пять лет.

## Судебный процесс во Франции
Поскольку Калинка была гражданкой Франции, французские власти могли начать собственное расследование убийства на территории Германии и, если доказательства будут сочтены достаточными, выдать международный ордер на арест Кромбаха. 4 декабря 1985 года французские власти эксгумировали останки Калинки. Эксгумация выявила, что интимные части Бамберски были полностью удалены во время вскрытия, и ни одна из немецких судебно-медицинских лабораторий, работавших с останками, не смогла найти их. В связи с этим вопрос о том, насиловал ли Кромбах Калинку перед смертью, не мог быть установлен.
В 1988 году немецкие власти выполнили просьбу французских прокуроров и отправили образцы лёгких, сердца, кожи и других материалов, взятых с тела Калинки, на анализ в институт юридической медицины в Париже. Результаты выявили, что Калинка умерла вследствие удушья после инъекции. 8 апреля 1993 года генеральный прокурор предъявил Кромбаху обвинение в убийстве, которое наказывается лишением свободы сроком до 30 лет. Прокурор попросил немецкие власти арестовать его, однако они отказались. 9 марта 1995 года Кромбах был заочно признан виновным в убийстве в суде присяжных в Париже и приговорен к 15 годам лишения свободы. Также Кромбах был обязан выплатить Бамберски 350 тысяч франков.
Приговор никак не повлиял на жизнь Кромбаха. Тот продолжал работать врачом и продолжал вести активную жизнь. В 1989 году Кромбах и Гоннин развелись. Та переехала в Тулузу, по-прежнему заявляя о невиновности Кромбаха. Через 2 года Кромбах женился на Эльке Фрёлих, которая, как и три его предыдущие супруги, была на десять лет моложе его. В браке родилась дочь Катя.

## После судебного решения
В апреле 1990 года государственный прокурор в Мюнхене снова не нашёл причин для возобновления расследования. В течение многих лет после заочного осуждения Кромбаха правительство Германии утверждало, что, поскольку дело закрыто, Кромбах не может быть экстрадирован во Францию. В 1997 году 16-летняя девушка по имени Лаура Штеле (нем. Laura Stehle) обвинила Кромбаха в изнасиловании. Немецкий суд признал его виновным в изнасиловании несовершеннолетней. Однако, сославшись на отсутствие у Кромбаха судимостей в Германии и его авторитет в обществе, судья приговорил его к двум годам лишения свободы условно.
Через два года Андре Бамберски вернулся в Германию и встретился с Кромбахом. Бамберски пообещал, что того будут судить во Франции. К 1999 году Бамберски уволился с работы, чтобы полностью посвятить себя преследованию и поимке Дитера Кромбаха. Считая, что полиция схватит Кромбаха во время одной из его частых поездок в Австрию и Швейцарию и экстрадирует его во Францию, Бамберски посещал австрийские и швейцарские жандармерии, полицейские комиссариаты и таможенные посты, раздавая фотографии Кромбаха и папки с газетными вырезками и судебными ордерами.
В 2000 году полицейский на западе Австрии узнал Кромбаха по фотографии, которую распространил Бамберски, и арестовал его. Тот провёл три недели в тюрьме, прежде чем австрийский судья признал судебный процесс во Франции незаконным и постановил освободить его. В начале 2001 года Европейский суд по правам человека в Страсбурге постановил, что заочный судебный процесс во Франции был «несправедливым», поскольку французское законодательство не позволяло участвовать в процессе защитникам обвиняемого, скрывающегося от суда. ЕСПЧ обязал правительство Франции выплатить Кромбаху 100 000 французских франков. Через некоторое время жена Кромбаха бросила его, и была отозвана его медицинская лицензия.
В 1999 году Кромбах начал вести кочевую жизнь. Бамберски нанял частных детективов и сам следил за Кромбахом, тщательно документируя каждую смену адреса проживания. Однако через некоторое время Кромбах исчез из виду. В начале 2006 женщина из Рёденталя узнала Кромбаха, который работал в городской больнице. Сдав свой медицинский сертификат в 1997 году, он предъявлял ксерокопию и утверждал, что оригинал был украден. Пока его не опознали в Рёдентале, никто из его работодателей или пациентов не знал о прошлом Кромбаха. Женщина передала информацию о Кромбахе в полицию, и тот был арестован за незаконную медицинскую практику.
В июне 2008 года, проведя 18 месяцев за решеткой, Кромбах переехал в Шайдэгг, расположенный недалеко от австрийской границы. В октябре 2009 года Бамберски узнал от своих источников, что Кромбах снова начал работать врачом. В том же месяце Бамберски отправился в австрийский Брегенц, откуда следил за Кромбахом. От соседей Кромбаха Бамберски узнаёт, что Кромбах собирается переехать в Западную Африку. Бамберски понял, что если Кромбах уедет в Африку, он уже не сможет добиться справедливости.

## Похищение и осуждение Кромбаха

Дитер Кромбах (судебная зарисовка)

В 2009 году Бамберски встретился с косовским иммигрантом Антоном Красничи (алб. Anton Krasniqi, сербохорв. Anton Krasnići) с целью обсуждения похищения Кромбаха. Бамберски утверждал, что данная инициатива исходила от Антона. Несколько дней спустя они отправились на разведку в Шайдегг. Там они припарковались напротив квартиры Кромбаха, и Бамберски указал на террасу, где Кромбах занимался утренней гимнастикой. Красничи посоветовал Бамберски вернуться во Францию и ждать телефонного звонка.
17 октября 2009 года в 10 часов вечера Бамберски позвонила неизвестная женщина и сообщила, чтобы он готовился к поездке в Мюлуз. Через пять часов она перезвонила и сообщила, что Кромбах находится в Мюлузе на улице дю Тийоль (фр. rue du Tilleul). Бамберски позвонил ночному дежурному в Мюлузе и сообщил о местонахождении Кромбаха. 18 октября в 4 часа утра французские полицейские нашли его связанным и с кляпом во рту. Три человека в Шайдегге после ожесточенного сопротивления запихнули 74-летнего Кромбаха в автомобиль и доставили в Мюлуз. Однако при этом Красничи потерял листок бумаги со своим именем и адресом, что помогло полиции установить его личность.
После того, как Кромбах рассказал, что его похитили, полиция Мюлуза арестовала Бамберски и проводила его допрос в течение двух дней и ночей. Полицейские извлекли из сейфа в гостиничном номере Бамберски 19 000 евро, которые Бамберски согласился заплатить Красничи. Адвокаты Кромбаха потребовали, чтобы их клиента освободили из-под стражи и позволили ему вернуться в Германию. Французские власти восстановили выдвинутые против него обвинения и приказали поместить его в парижскую тюрьму, чтобы тот ожидал суда за убийство Калинки Бамберски.
Утром 4 октября 2011 года Дитера Кромбаха доставили из тюремной больницы в зал суда, и жандармы провели его в камеру из пуленепробиваемого стекла. Суд по делу об убийстве начался в конце марта. Однако судебное заседание было отложено через неделю из-за плохого самочувствия подсудимого. Осенью медицинские анализы показали, что Кромбах здоров, и председатель суда Ксавьер Симеони (фр. Xavière Simeoni) приказал ему снова занять свое место на скамье подсудимых.
В судебном процессе участвовали три магистрата, девять присяжных заседателей, прокурор, адвокаты Кромбаха со стороны Германии и Франции и судебный стенографист. Также на суде присутствовали Андре Бамберски, его сын Николас, бывшая жена Даниэль Гоннин и адвокаты Жибо и Лоран де Коне (фр. Laurent de Caunes). Поддержать Кромбаха пришли его дети — Диана, Борис и Катя. Адвокаты Кромбаха утверждали, что суд был незаконным, поскольку немецкие прокуроры уже прекратили дело, а Кромбах был доставлен во Францию в результате незаконного похищения. На данное заявление суд заявил, что Кромбах никогда не был должным образом судим в Германии и что «частное действие» отдельного человека не может препятствовать действию государства. Суд заслушал показания французских и немецких токсикологов и фармакологов, исследовавших образцы тканей Калинки, врачей, проводивших эксгумацию её останков в 1995 году, а также пяти французских профессоров, проводивших дополнительную судебно-медицинскую экспертизу в 2010 году.
В ходе досудебной экспертизы профессора-медики определили, что травма половых губ Калинки могла произойти только при жизни, отменив заключение врача, проводившего вскрытие, о том, что это был посмертный разрыв. Они также заявили, что жидкость во влагалище могла быть только спермой. Кроме того, анализ тканей легких и сердца Калинки с использованием методов, не существовавших в 1980-х годах, показал наличие бензодиазепина, который является мощным анестетиком. Три жертвы Кромбаха сообщили суду, что он их насиловал, когда они были под анестезией. Во время дачи показаний в октябре Гоннин вспомнила, что проснулась около 9 часов, что было намного позже обычного, в то утро, когда Калинка была найдена мёртвой. Она высказала свои подозрения, что накануне Кромбах подсыпал ей успокоительное. В ходе судебного расследования 2010 года Гоннин узнала, что Кромбах часто усыплял её снотворным, чтобы он мог встречаться со своими любовницами в доме семьи в Линдау.
Суд завершился 22 октября 2011 года в 15:00. Кромбах был признан виновным в умышленном причинении вреда здоровью, повлёкшем непреднамеренную смерть, и приговорён к 15 годам лишения свободы.

## Дальнейшие события
В июне 2014 года Андре Бамберски был признан виновным в заказе похищения Кромбаха и приговорён к одному году лишения свободы условно. В течение многих лет его поддерживала его партнерша, которую звали так же, как и его бывшую жену. По состоянию на июль 2022 года, Бамберски проживает в Тулузе.
Дитер Кромбах подал жалобу в Европейский суд по правам человека, утверждая, что его дважды пытались судить за одно и то же преступление. В 2016 году суд отклонил жалобу, постановив, что независимое судебное преследование в Германии и Франции не исключается Европейской конвенцией по правам человека. В 2016 году суд в Мелёне постановил освободить Кромбаха по состоянию здоровья, однако прокуратура подала апелляцию на отказ данного решения. Апелляция была удовлетворена, и Кромбах остался в тюрьме. В феврале 2020 года он был освобождён из тюрьмы по состоянию здоровья. 12 сентября 2020 года умер в доме престарелых в Винзене.
Антон Красничи и его помощник Каха Бабловани получили один год тюремного заключения за похищение Кромбаха. Красничи отбывал наказание в Австрии. После освобождения Красничи находился под судебным контролем в Мюлузе. По словам Красничи, все в его семье гордятся данным поступком, несмотря на полученный срок. С тех пор Красничи ведёт уединённый образ жизни и редко появляется на публике. Последнее известное место его пребывания — Брегенц.
По состоянию на 2011 год, Даниэль Гоннин проживала во Франции. Она редко общается со СМИ по данному делу и после окончания судебного процесса ведет уединённый образ жизни. Что касается Николаса Бамберски, в 2011 году он проживал в США.

## В популярной культуре
- «Последнее путешествие Калинки» (нем. Kalinkas letzte Reise) — немецкий документальный телевизионный фильм 2006 года, посвященный данному расследованию[27];
- «От имени моей дочери[фр.]» (фр. Au nom de ma fille) — французско-немецкий фильм 2016 года. Фильм был выпущен на домашнем видео под названием «Во имя её»[28][29];
- «Убийца моей дочери» (англ. My Daughter's Killer) — документальный фильм Netflix 2022 года, снятый режиссёром Антуаном Тассеном[30][31].

## Комментарии
1. ↑  Позже Кромбах изменил свою версию и сказал, что инъекция была сделана для лечения анемии.
2. ↑  Авторы отчета: профессор Доминик Лекомт (фр. Dominique Lecomte; директор Парижского института судебной медицины), профессор Гай Николя (фр. Guy Nicolas; профессор кардиологии университетской больницы Нанта), Мишель Рюдле (фр. Michèle Rudler; научная лаборатория департамента уголовных расследований).
3. ↑  Данное решение приняли  судьи Анжелика Нуссбергер[англ.] (Германия), Эрик Мёсе[англ.] (Норвегия), Анна Юдковская (Украина), Андре Потоцки[фр.] (Франция), Шиофра О'Лири[англ.] (Ирландия), Мартинс Митс (Латвия), Габриэль Куцко-Штайнмайер[нем.] (Австрия).

## Документы
- Dr. Höhmann. Öffnung der Leiche de/der Bamberski Kalinka (нем.). — 1982. — 12 июль. — S. 16.
- Michèle Rudler, Dominique Lecomte, Guy Nicolas. Rapport Medical du 27 juillet 1988 (фр.). — 1988. — 27 июль. — P. 12.
- Cour d'appel de Paris. Quatrieme chambre d'accusation renvoi devant la cour d'assises (фр.). — 1993. — 8 апрель. — P. 13.
- 1. Strafkammer des Landgerichts Kempten (Allgäu). In Namen des volkes urteil in dem strafverfahren gegen Dr. Krombach (нем.). — 1997. — 16 октябрь. — S. 6.
- Court of Justice of the European Union. Dieter Krombach v André Bamberski (англ.). — 2000. — 28 март. — P. 1956—1973.
- European Court of Human Rights. Krombach c. France (фр.). — 2018. — 29 март. — P. 10.